# Arnolfo di Valenciennes
Arnolfo di Cambrai o Arnolfo di Valenciennes o Arnolfo di Hainaut (... – 23 ottobre 1012) è stato un nobile fiammingo fu conte di Cambrai dal 967 alla sua morte, e poi Conte di Hainaut (ridotto alla contea di Valenciennes), dal 974, al 1006.

## Origine
Era figlio del conte di Cambrai, Arnolfo I e, come ci conferma la Gestorum Abbatem Trudonensium Continuatio Tertia Pars I, della contessa di origine fiamminga, Berta, che figlia di Nibelungo, conte di Betuwe.
Arnolfo I di Cambrai, secondo il documento n° 65 del Liber traditionum sancti Petri Blandiniensis (non consultato), era figlio del conte Isacco di Cambrai.
Secondo gli Actes des comtes de Namur de la première race, 946-1196 (non consultato), Arnolfo, per parte di madre era parente del vescovo di Liegi,Balderico II.

## Biografia
Arnolfo, assieme al padre ed ai fratelli (itemque Arnulfi comitum, Odonis, Hugonis, Arnulfi, Raineri, Rodberti, fratrum) viene citato una prima volta nel documento n° 28 delle Chartes et documents de l´abbaye de Saint Pierre au Mont Blandin à Gand, del 29 giugno 960, inerente ad una donazione del fratello Ruggero.
Nel 967, alla morte del padre, Arnolfo I, Arnolfo divenne Arnolfo II conte di Cambrai.
Secondo le Gesta Episcoporum Cameracensium, nel 973, Arnolfo, assieme ad Goffredo succedettero come conti di Hainaut rispettivamente a Guarnieri, che governava la contea di Valenciennes e a Rinaldo, che governava la contea di Mons, perché, in quello stesso anno, secondo la Sigeberti Chronica Rinaldo assieme al fratello, Guarnieri, furono uccisi da Reginardo e Lamberto, i figli di un precedente conte di Hainaut, Reginardo III; Reginardo si impadronì delle contee e solo nel 974, Arnolfo si impose nella contea di Valenciennes.
Quando, nel 979, ancora secondo le Gesta Episcoporum Cameracensium, approfittando che il re di Germania e imperatore, Ottone II di Sassonia era impegnato a combattere gli Slavi e si trovava a Polida (Polidam), in Polonia, il re dei Franchi occidentali, Lotario IV, attaccò la Lotaringia, Arnolfo con l'altro conte di Hainaut, Goffredo, che governava la contea di Mons, si opposero a Lotario IV.
Secondo la lettera n° 1 delle Epistolæ Bambergenses, Bibliotheca rerum germanicarum V, nel 980, Arnolfo, sempre con Goffredo, seguì l'imperatore, Ottone II, nella spedizione in Italia.
Arnolfo, assieme al conte Goffredo, viene citato dal re di Germania e imperatore, Ottone III di Sassonia nel documento n° 44 datato 20 maggio 988 degli Ottonis III diplomata (Godefridi et Arnulfi comitem).
Arnolfo viene citato in diversi volte nel Liber traditionum sancti Petri Blandiniensis:
- il 2 ottobre 983, al paragrafo 92 (Arnulfo juniore marchyso)[14],
- il 29 giugno 983, al paragrafo 93 (Arnulfus comes Valentianensis), per una donazione fatta in suffragio del fratello Ruggero (Arnulfus comes Valentianensis)[15],
- il 1º aprile 988, al paragrafo 96 (item Arnulfo comite)[16],
- il 1º gennaio 994, al paragrafo 101, inerente a una donazione fatta con moglie e figlio (Arnulfus comes Valencianensis et uxor sua Lietgardis cum filio suo Adalberto)[17],
- il 20 settembre 998, al paragrafo 104, inerente ad un'altra donazione fatta con moglie e figlio (Arnulfus comes Valentinianensis et uxor sua Lietgardis cum filiio suo Adalberto))[18].

Arnolfo, verso l'anno 1000 viene ancora citato nell'Ex Raineri Miraculis S. Gisleni al paragrafo 12 assieme al nuovo conte di Hainaut, che governava la contea di Mons, Reginardo IV (tempore Arnulfi et Raineri comitum).
Arnolfo, viene citato ancora dal re di Germania e imperatore, Ottone III di Sassonia nel documento n° 399, datato 21 aprile 1001 degli Ottonis III diplomata (in pago Cameracensis ac comitatu Arnolfi comitis).
Nel 1006, Arnolfo perse la contea di Valenciennes, che faceva parte del regno di Germania (Enrico II non era ancora incoronato imperatore); la contea era stata conquistata dal conte di Fiandra e d' Artois, Baldovino IV, che si rifiutò do riconsegnare la città ad Enrico II e che dopo aver combattuto Enrico II, ne ottenne il possesso.
Arnolfo, viene citato infine nel documento n° 142, datato 22 ottobre 1007, dei Heinrici III Diplomata, dall'imperatore, Enrico II, che garantisce una proprietà nella sua contea di Cambrai (comitatum Chameracensem).
Arnolfo morì il 23 ottobre 1012, come ci riporta il Liège Saint-Lambert Obituaire a pagina 145 (non consultato).

## Matrimonio e discendenza
Arnolfo aveva sposato Liutgarda come ci viene confermato dal Liber traditionum sancti Petri Blandiniensis, ai paragrafi 101 e 104, che secondo lo storico medievalista, Léon Vanderkindere, era figlia del conte di Namur, Roberto I.
Arnolfo da Liutgarda ebbe un figlio:
- Alberto[17][18] ( † dopo il 998), che premorì al padre[4].

### Letteratura storiografica
- Austin Lane Poole, Ottone II e Ottone III, in «Storia del mondo medievale», vol. IV, 1999, pp. 112–125
- Edwin H Holthouse, L'imperatore Enrico II, in «Storia del mondo medievale», vol. IV, 1999, pp. 126–169